# Devin Brown
Pour les articles homonymes, voir Brown.
Devin Brown, né le 30 décembre 1978 à Salt Lake City dans l'Utah aux États-Unis, est un joueur américain de basket-ball ayant évolué en NBA.
Il est champion NBA en 2005 avec les Spurs de San Antonio.

## Carrière
Brown grandit à San Antonio au Texas. Il commence à jouer un basket-ball « organisé » au lycée « South San Antonio West Campus », à San Antonio, où réside une forte communauté hispanique. Il devient par la suite le meilleur marqueur de l'histoire de son lycée.
Brown joua quatre saisons à l'Université du Texas. Il est le meilleur marqueur de l'histoire de l'école avec 1922 points. Ses statistiques moyennes universitaires sont de 18,3 points, 7,2 rebonds, 2,7 passes décisives et 1,75 interceptions en 32.0 minutes. Brown est le seul joueur de l'histoire de « UTSA » à avoir réussi un triple-double - 33 points, 11 rebonds, 11 passes décisives - le 17 février 2001 contre l'Université de Louisiane à Monroe. Brown fut nommé Southland Conference Freshman of the Year en 1998-99 ainsi que dans la First Team All-Southland Conference à trois reprises. So maillot fut retiré par UTSA, le premier « Roadrunner » à recevoir cet honneur.
Bien que Brown ne fut pas retenu lors de la draft 2002, sa carrière professionnelle commença avec les Kansas Cagerz en USBL. Après avoir remporté le titre de rookie of the year, il reçut une invitation de la part des Spurs de San Antonio pour participer au training camp en 2002. Il fut coupé avant le début de la saison, mais obtint un contrat de deux semaines en novembre 2002. Brown fut choisi au 2e rang de la draft NBADL par les Fayetteville Patriots. Il disputa 44 matches pour les Patriots et fut nommé NBDL Most Valuable Player 2003 et NBDL Rookie of the Year. Il inscrivit 16.9 points à 50 % de réussite aux tirs, 4.1 rebonds et 2.0 passes décisives en 24.7 minutes. IL signa un ten-day contract avec les Nuggets de Denver en avril 2003, en étant titulaire à deux reprises. Après cela, Brown obtint un contrat pour la 3e et dernière fois avec les Spurs. Brown disputa 58 rencontres lors de la saison 2003-2004, affichant une progression constante et jouant un rôle majeur lors des playoffs 2004. Lors du match 6 de la demi-finale de la Conférence Ouest contre les Lakers de Los Angeles, Brown compila 15 points, 6 rebonds et 3 passes décisives en 28 minutes.
Il réalise ses meilleures performances en carrière lors de la saison 2004-2005. Le 9 septembre 2005, il quitte San Antonio pour rejoindre le Jazz de l'Utah. Le 12 juillet 2006, le Jazz transfert Brown, avec Keith McLeod et Andre Owens, aux Warriors de Golden State contre le meneur de jeu vétéran Derek Fisher. Brown est évincé par les Warriors lors du camp d'entraînement. Le 22 décembre 2006, il rejoint les New Orleans Hornets pour soutenir un effectif décimé par les blessures. Le 29 septembre 2007, il signe un contrat d'un an avec les Cavaliers de Cleveland.

## Palmarès

### NBA
- Champion NBA en 2005 avec les Spurs de San Antonio.

### Distinctions personnelles
- Nommé MVP de la NBA Development League en 2003.

## Records sur une rencontre en NBA
Les records personnels de Devin Brown en NBA sont les suivants, :
| Type de statistique        | Saison régulière | Saison régulière       | Saison régulière | Playoffs | Playoffs                | Playoffs      |
| Type de statistique        | Record           | Adversaire             | Date             | Record   | Adversaire              | Date          |
| -------------------------- | ---------------- | ---------------------- | ---------------- | -------- | ----------------------- | ------------- |
| Points                     | 30               | @ Jazz de l'Utah       | 4 janvier 2010   | 16       | @ Lakers de Los Angeles | 9 mai 2004    |
| Paniers marqués            | 11               | @ Jazz de l'Utah       | 4 janvier 2010   | 6        | @ Lakers de Los Angeles | 9 mai 2004    |
| Paniers tentés             | 20               | @ Jazz de l'Utah       | 4 janvier 2010   | 10       | 2 fois                  | 2 fois        |
| Paniers à 3 points réussis | 6                | @ Bulls de Chicago     | 26 décembre 2009 | 2        | 3 fois                  | 3 fois        |
| Paniers à 3 points tentés  | 9                | @ Rockets de Houston   | 14 avril 2007    | 4        | @ Wizards de Washington | 24 avril 2008 |
| Lancers francs réussis     | 11               | @ Bobcats de Charlotte | 2 avril 2008     | 4        | 2 fois                  | 2 fois        |
| Lancers francs tentés      | 12               | 2 fois                 | 2 fois           | 7        | @ Wizards de Washington | 24 avril 2008 |
| Rebonds offensifs          | 5                | @ Kings de Sacramento  | 9 novembre 2007  | 5        | @ Wizards de Washington | 24 avril 2008 |
| Rebonds défensifs          | 10               | @ Mavericks de Dallas  | 30 décembre 2006 | 5        | 2 fois                  | 2 fois        |
| Rebonds totaux             | 11               | @ Kings de Sacramento  | 9 novembre 2007  | 8        | @ Wizards de Washington | 24 avril 2008 |
| Passes décisives           | 9                | Wizards de Washington  | 12 janvier 2007  | 4        | Wizards de Washington   | 21 avril 2008 |
| Interceptions              | 4                | 3 fois                 | 3 fois           | 2        | 2 fois                  | 2 fois        |
| Contres                    | 3                | Rockets de Houston     | 23 février 2005  | 1        | @ Lakers de Los Angeles | 15 mai 2004   |
| Balles perdues             | 6                | @ Knicks de New York   | 27 janvier 2004  | 3        | 2 fois                  | 2 fois        |
| Minutes jouées             | 43               | Wizards de Washington  | 22 février 2008  | 28       | @ Lakers de Los Angeles | 15 mai 2004   |

- Double-double : 4
- Triple-double : 0